# Kévin Hecquefeuille
Kévin Hecquefeuille (* 20. November 1984 in Amiens) ist ein französischer Eishockeyspieler und -trainer. Er spielte international in verschiedenen Vereinen, darunter auch für eine Saison bei den Kölner Haien. Im Jahr 2022 beendete er seine Spielerkarriere und ist seitdem Trainer, zuerst bei Scorpions de Mulhouse 1997 und später beim EHC Visp.

## Karriere
Kévin Hecquefeuille begann seine Karriere als Eishockeyspieler in seiner Heimatstadt in der Nachwuchsabteilung des HC Amiens Somme, für dessen Profimannschaft er von 2002 bis 2004 in der Ligue Magnus, der höchsten französischen Spielklasse, aktiv war. Mit dem Team wurde der offensive Verteidiger in der Saison 2002/03 zunächst Vizemeister und wurde selbst in dieser Spielzeit mit der Trophée Jean-Pierre Graff als Rookie des Jahres der Ligue Magnus ausgezeichnet. In der folgenden Spielzeit gewann er mit Amiens erstmals den französischen Meistertitel. Anschließend wechselte der Franzose zum Ligarivalen Grenoble Métropole Hockey 38, mit dem er 2007 erneut Meister wurde. Zudem gewann der Rechtsschütze mit Grenoble 2007 die Coupe de la Ligue und 2008 die Coupe de France. Nachdem er in der Saison 2008/09 für Nybro Vikings IF in der HockeyAllsvenskan, der zweiten schwedischen Spielklasse, auf dem Eis stand, erhielt Hecquefeuille für die Saison 2009/10 einen Einjahresvertrag mit Option bei den Kölner Haien aus der Deutschen Eishockey Liga. Für die Rheinländer erzielte er in insgesamt 54 Spielen fünf Tore und gab zwölf Vorlagen. 
Nachdem sein Vertrag in Köln nicht verlängert worden war, kehrte Hecquefeuille zur Saison 2010/11 zu seinem Heimatverein HC Amiens-Somme in die Ligue Magnus zurück. Dort wurde er Assistenzkapitän und konnte mit 38 Scorerpunkten, davon neun Tore, in insgesamt 35 Spielen überzeugen. Als Verteidiger mit den meisten Scorerpunkten und Vorlagen der Hauptrunde, wurde er zudem mit der Trophée Albert Hassler als bester französischer Spieler der Ligue Magnus ausgezeichnet. Zur Saison 2011/12 wurde er vom Genève-Servette HC aus der Schweizer National League A verpflichtet.
Vor der Saison 2013/14 wurde der Verteidiger von den SCL Tigers unter Vertrag genommen. Er verließ die Emmentaler nach dem Abschluss der Saison 2015/16 und stand zu Beginn der Spielzeit 2016/17 für kurze Zeit im Kader seines Heimatvereins Amiens, ehe er im November 2016 von den Vienna Capitals aus der Österreichischen Eishockeyliga auf Probe verpflichtet werden sollte. Aus persönlichen Gründen kam dieser Vertrag jedoch nicht zustande.
Im Dezember 2016 absolviert er ein Probetraining beim EHC Kloten aus der National League A, am 19. Dezember wurde er mit einem Kurzzeitvertrag ausgestattet, im Januar 2017 verließ er den Verein wieder. Am 24. Januar 2017 nahm ihn der HC La Chaux-de-Fonds aus der National League B bis zum Ende der Saison 2016/17 unter Vertrag.

### International
Für Frankreich nahm Kévin Hecquefeuille im Juniorenbereich an den U18-Junioren-C-Weltmeisterschaften 2001 und 2002 sowie den U20-Junioren-B-Weltmeisterschaften 2003 und 2004 teil. Im Seniorenbereich stand er im Aufgebot seines Landes bei den B-Weltmeisterschaften 2005, 2006 und 2007 sowie bei den A-Weltmeisterschaften 2008, 2009, 2010 und 2011. Bei der WM 2011 wurde er zu einem der drei besten Spieler Frankreichs gewählt.

### Trainerkarriere
Zuletzt spielte er für den Verein Scorpions de Mulhouse 1997 bis 2022, wo er am 28. März des gleichen Jahres Trainer wurde. 2023 wechselte er als Assistenztrainer zum EHC Visp neben Heinz Ehlers.

## Erfolge und Auszeichnungen
| - 2003 Trophée Jean-Pierre Graff - 2003 Französischer Vizemeister mit dem HC Amiens Somme - 2004 Französischer Meister mit dem HC Amiens Somme - 2006 Ligue Magnus All-Star Team - 2007 Französischer Meister mit Grenoble Métropole Hockey 38 - 2007 Coupe-de-la-Ligue-Gewinn mit Grenoble Métropole Hockey 38 | - 2007 Ligue Magnus All-Star Team - 2008 Ligue Magnus All-Star Team - 2008 Coupe-de-France-Gewinn mit Grenoble Métropole Hockey 38 - 2011 Trophée Albert Hassler - 2015 Meister der National League B mit den SCL Tigers - 2015 Aufstieg in die National League A mit SCL Tigers |

### International
- 2002 Aufstieg in die Division I bei der U18-Junioren-Weltmeisterschaft der Division II
- 2007 Aufstieg in die Top-Division bei der Weltmeisterschaft der Division I
- 2011 Top-3-Spieler Frankreichs bei der Weltmeisterschaft

## Karrierestatistik
(Legende zur Spielerstatistik: Sp oder GP = absolvierte Spiele; T oder G = erzielte Tore; V oder A = erzielte Assists; Pkt oder Pts = erzielte Scorerpunkte; SM oder PIM = erhaltene Strafminuten; +/− = Plus/Minus-Bilanz; PP = erzielte Überzahltore; SH = erzielte Unterzahltore; GW = erzielte Siegtore; 1 Play-downs/Relegation; Kursiv: Statistik nicht vollständig)